# Cold Shoulder
«Cold Shoulder» — 3-й сингл британской соул-джаз певицы Адели с её дебютного альбома 19. Цифровой релиз состоялся 21 апреля 2008 года. Единственная песня с альбома, которую продюсировал Марк Ронсон. Адель исполнила песню на передаче Saturday Night Live 18 октября того же года. В альбоме Cold Shoulder — EP также доступны ремиксы на данную песню от Basement Jaxx, Rusko и Out of Office.
Песня была встречена положительными отзывами критиков, большинство из которых хвалили вокал Адели и тексты песен.

## Трек-Лист
iTunes EP
Cold Shoulder — EP
1. «Cold Shoulder»
2. «Cold Shoulder» (Basement Jaxx Classic Edit)
3. «Cold Shoulder» (Basement Jaxx Classic Remix)
4. «Cold Shoulder» (Basement Jaxx DuBB)
5. «Cold Shoulder» (Rusko Remix)
6. «Cold Shoulder» (Out of Office Remix)

UK — CD & 7 vinyl
1. «Cold Shoulder» 3:15
2. «Now And Then» 3:24

## Чарты
| Чарт (2008)                                | Высшая позиция |
| ------------------------------------------ | -------------- |
| Бельгия/Фландрия (Ultratip Bubbling Under) | 3              |
| Бельгия/Валлония (Ultratip Bubbling Under) | 19             |
| European Hot 100 Singles                   | 61             |
| Нидерланды (Dutch Top 40)                  | 28             |
| Нидерланды (Single Top 100)                | 68             |
| Шотландия (OCC Scotland)                   | 29             |
| Великобритания (Official Charts Company)   | 18             |

### Годовой итоговый чарт
| Страна (2008)  | Позиция |
| -------------- | ------- |
| Великобритания | 192     |